# Konzentrationslager Renicci

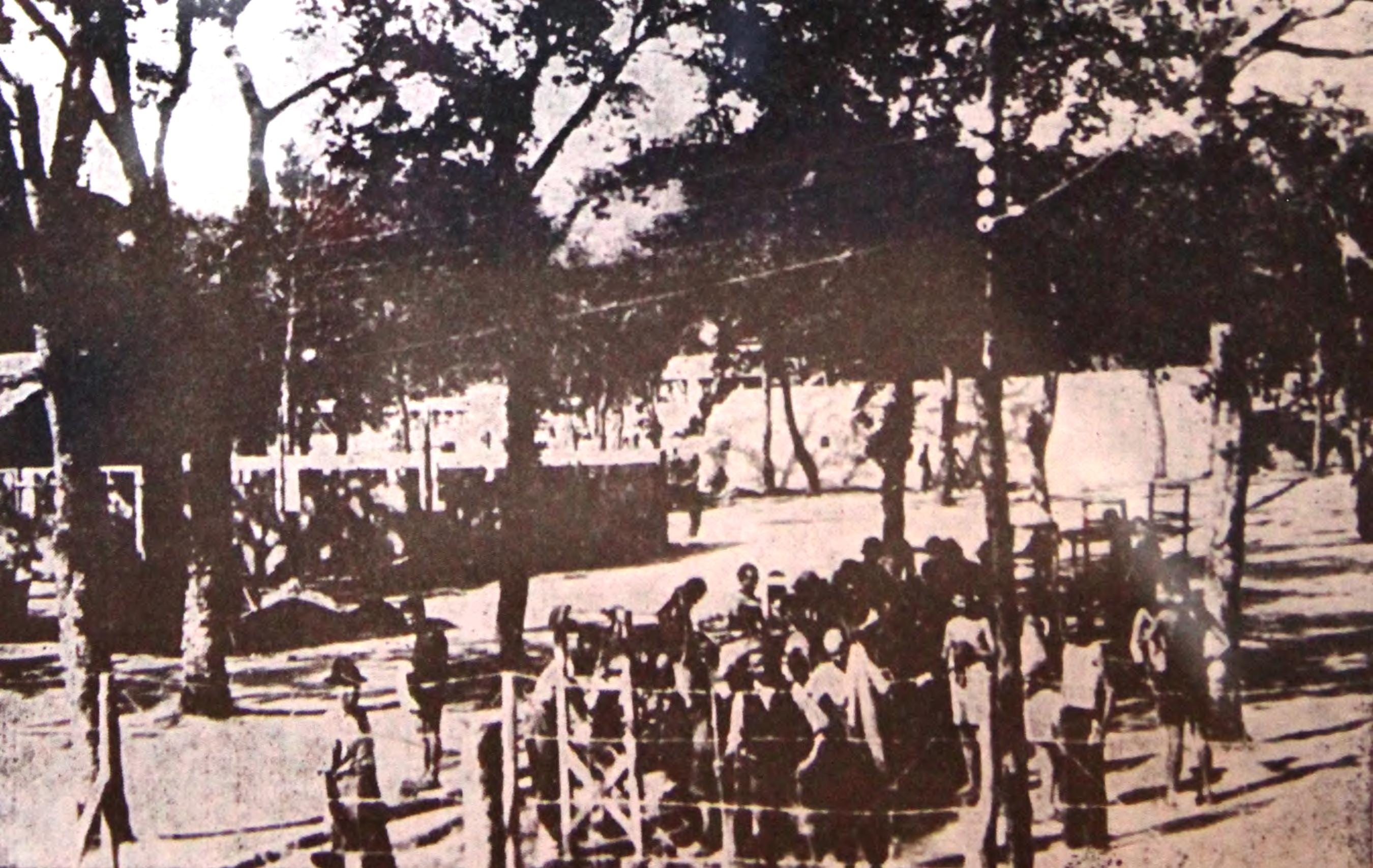
Lager Renicci

Das Konzentrationslager Renicci (campo di concentramento Renicci) war von Oktober 1942 bis September 1943 ein italienisches Konzentrationslager des faschistischen Italien bei der Gemeinde Anghiari in der Provinz Arezzo. Es unterstand der 2ª Armata, hatte eine Kapazität von knapp 4.000 Gefangenen und wurde von Oberst Giuseppe Pistone geleitet. Die Insassen waren hauptsächlich slowenische und kroatische Zivilisten die zur Entlastung der nordöstlichen Konzentrationslager Chiesanuova, Monigo und Gonars verlegt wurden. 
Am 11. Mai 1943 wurden 400 politische Gefangene von der Verbannungsinsel Ustica nach Renicci evakuiert. Nach dem Waffenstillstand von Cassibile und der damit verbundenen Unsicherheit flohen die Bewachungsmannschaft und ein Großteil der Gefangenen. Das Lager wurde am 21. Oktober aufgelöst und die verbliebenen etwa 400 Gefangenen an die Deutschen übergeben.